# جمل عملاق
الجمل العملاق أو الجمل السوري هو نوعٌ منقرضٌ من الجمليات. عُثرَ على بقايا الهيكل العظمي المعروف الوحيد للجمل عملاق خلال عملية بحث لبعثة سورية سويسرية في أكتوبر/تشرين الأول عام 2006 في موقع بير الهُمَّل في بادية الشام الشرقية. كان هذا الجمل ضخماً جداً، إذ وازى حجمه حجم الفيل الأفريقي، أي مرَّتين حجم الجمل العادي، وبلغ ارتفاعه بين 3 و4 أمتار.
أطلق مكتشفو الجمل عليه الاسم العلمي «كاميلوس موريلي» (باللاتينية: Camelus Moreli)، تيمناً بالإحاثي فيليب موريل الذي كان يعمل معهم قبل وفاته. وقد اكتشفت بقايا الجمل في منطقة بئر الهُمّل بحوض الكوم قرب مدينة تدمر وسط سوريا، وهي أول بقايا يُعثَر عليها لجمل عملاق حيث ترتّب عليها إعلان اكتشاف النوع الجديد.
انقرض الجمل السوري قبل نحو 80,000 سنة ق.م، ممَّا يعني نقض النظرية التي تفيد بنشأة الجمال في الأمريكيتين وانتقالها منطقة إلى الوطن العربي قبل 10,000 سنة، وهو أمر تؤكده بقايا أخرى لأنواع عدة من الجمال القديمة التي عثر عليها في بئر الهمل، والتي تعود إلى حقبٍ قديمة جداً.